# Месть (фильм, 2006)
«Месть» (англ. The Return) — американский психологический триллер 2006 года, снятый режиссёром Азифом Кападиа. Главные роли исполнили Сара Мишель Геллар, Кейт Бин, Питер О’Брайан и Сэм Шепард. В прокат картина вышла 27 февраля 2007 года, на Blu-ray фильм был выпущен 6 октября 2009.

## Сюжет
Молодую женщину Джоанну часто преследуют странные видения. Во время одного из них, она видит, как какой-то маньяк убивает женщину, с которой Джоанна никогда не была знакома. Поняв, что это все не просто так, и она может быть следующей жертвой, девушка едет в тот город, где произошло убийство в её кошмарном видении. Здесь она узнает, что не все тайны оказываются похоронены вместе с людьми, и что прошлое не только никогда не умирает, но и может убить.

### Альтернативный финал
Альтернативная версия финала фильма намекает на то, что душа Энни заняла место в теле Джоанны.

## В ролях
- Сара Мишель Геллар — Джоанна Миллз
- Сэм Шепард — Эд Миллз
- Питер О’Брайан — Терри Сталь
- Кейт Бин — Мишелль
- Адам Скотт — Курт
- Джей. Си. МакКензи — Грифф
- Эйрин Эллисон — Энни
- Лэрриан МаКлэнан — Джоанна в юности
- Френк Эртл — Эмброуз Миллер
- Бред Лиланд — Мистер Марлин
- Бонни Гэллап — Белла
- Брент Смига — Хиггинс
- Роберт Уилсон — Билл

## Саундтрек
Альбом с инструментальной музыкой, написанной композитором Дарио Марианелли, поступил в продажу 21 ноября 2006 года:
1. Sweet Dreams (Of You) (в исполнении Patsy Cline) (2:40)
2. The Girl With Two Souls (3:50)
3. Collision (2:13)
4. Present and Past (1:06)
5. The Red Bar (2:16)
6. Memory Lane (1:20)
7. Terry Warms Up (2:24)
8. A Close Shave (1:50)
9. Driving To La Salle (1:47)
10. The Other Woman (1:31)
11. Griff’s Garage (1:15)
12. Old Things (1:36)
13. Cornered (2:43)
14. Annie Dies (2:15)
15. What Really Happened (2:44)
16. Sea Horses (3:50)

Кроме того, в фильме звучали песни:
- «Jolly Coppersmith» — Patrick J. Donaghy & Louis Bilton
- «Roses from the South» — Patrick J. Donaghy & Louis Bilton
- «Gonna Fly Away» — Robbie Wyckoff
- «The Refuge» — Cory Sipper
- «She’s Not Me» — Erinn Allison
- «Fifty-Fifty» — Green

## Отзывы

### Критика
В основном, картине была дана негативная оценка — лишь 15 процентов на сайте Rotten Tomatoes. Хотя, средняя оценка картины колебалась от смешанных отзывов до нейтрально-положительных. Большей частью критике подвергалось отсутствие динамики в развитии сюжета, хотя актёрские и операторская работы были высоко оценены многими критиками.

### Кассовые сборы
Стартовый показатель сборов в $4,8 млн боссы «Rogue Pictures» назвали разочаровывающим. Не считая теле-роликов, практически никакой рекламы для фильма не было, так как в этот период Сара Мишель Геллар снималась в фильме «Фальшивка» в Ванкувере. В США картина собрала $7,7 млн, а мировые сборы составили $14, 949, 851.